# Johan Norberg
Johan Norberg (né le 27 août 1973 à Stockholm) est un écrivain suédois militant pour la défense du libéralisme, du capitalisme, de la mondialisation, de l'immigration et des libertés individuelles.

## Biographie
Il a suivi des études de philosophie, de littérature, de sciences politiques à l'Université de Stockholm avant d'être diplômé d'histoire des idées en 1999.
Après avoir été proche des idées anarchistes dans sa jeunesse (il a été élu du Front Anarchiste lors d'élections étudiantes), il se rapproche du libéralisme à la lecture des œuvres de John Locke, Frédéric Bastiat, Ludwig von Mises et Ayn Rand, entre autres.
De 1993 à 1997, Johan Norberg fut rédacteur en chef de Nyliberalen un magazine libéral suédois.
Il est l'auteur du best-seller international Plaidoyer pour la mondialisation capitaliste (In Defence of Global Capitalism) publié en 2003 et traduit en vingt langues dans lequel il répond à un grand nombre d'arguments courants utilisés dans les milieux antimondialistes et altermondialistes.
Il a aussi réalisé le documentaire Globalisation Is Good (« La mondialisation est bénéfique ») pour la chaîne britannique Channel 4 dans lequel il visite trois pays : Taiwan, le Vietnam et le Kenya où il observe les conséquences de la mondialisation.
De 1999 à 2005, il est chargé d'études auprès du premier think-tank libéral de Scandinavie, Timbro et est rédacteur en chef de son magazine en ligne Smedjan (La Forge).
En 2005, son blog a été élu meilleur blog de Suède par les lecteurs du journal Interworld.
Il est senior fellow du think-tank libertarien Cato Institute.

## Publications
- (sw) Den svenska liberalismens historia [« Histoire du libéralisme suédois »], Timbro, Stockholm, 1998  (ISBN 9175663775)
- (sw) Till världskapitalismens försvar, Timbro, Stockholm, 2001,  (ISBN 91-7566-491-7).
- (sw) Frihetens klassiker [« Le libéralisme classique »], Timbro, Stockholm, 2003  (ISBN 9175664046)
- (sw) När människan skapade världen [« Quand l'humanité créa le Monde »], Timbro, Stockholm, 2006  (ISBN 9175665549)
- (sw) Ett annat Sverige är möjligt [« Une autre Suède est possible »], Originalpocket, Stockholm, 2006  (ISBN 9185011312)
- (en) Progress: Ten Reasons to Look Forward to the Future, Oneworld Publications,  2016  (ISBN 9781780749501)

### traduction en français
- Plaidoyer pour la mondialisation capitaliste [« Till världskapitalismens försvar »], Plon, 2004, 271 p. (ISBN 978-2-259-20009-7)
- Non ce n'était pas mieux avant : 10 bonnes raisons d'avoir confiance en l'avenir [« Progress: Ten Reasons to Look Forward to the Future »] (trad. de l'anglais), Paris, Plon, 2017, 272 p. (ISBN 978-2-259-25326-0)